# Internet Archive

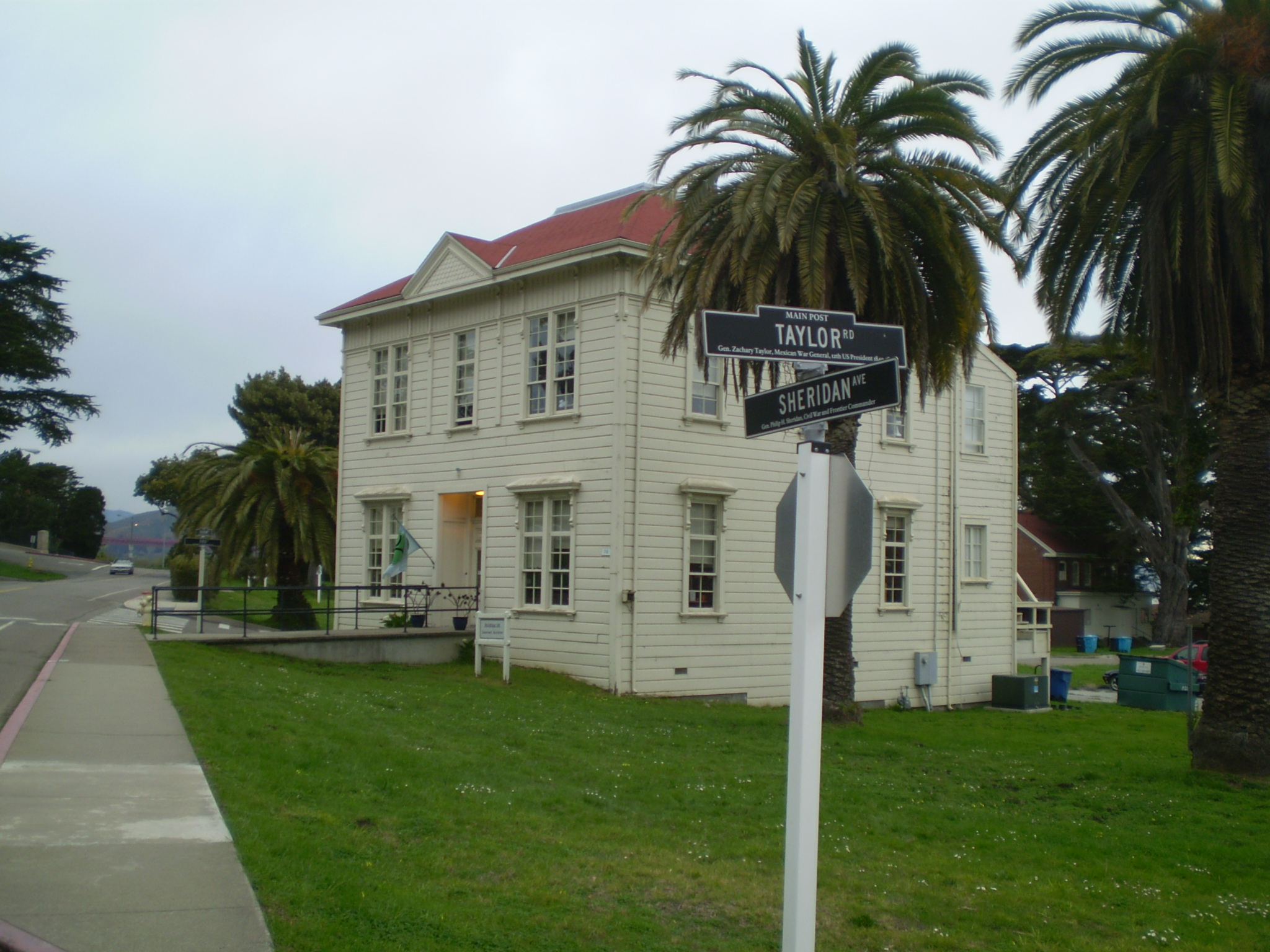
Seu dInternet Archive, entre 1996 i 2009, al Presidi de San Francisco, antigament una base militar.

Internet Archive és una biblioteca digital gestionada per una organització sense ànim de lucre dedicada a la preservació d'arxius, captures de llocs públics de la World Wide Web, recursos multimèdia i programari. Creada el 1996, es trobava des d'aquesta data i fins a l'any 2009 en l'històric Presidi de San Francisco i, des d'aquest any, es troba al carrer Funston de la mateixa ciutat. Aquesta organització existeix amb el suport d'Alexa Internet i d'altres col·laboradors que han donat materials i col·leccions com la Biblioteca del Congrés dels Estats Units i altres biblioteques públiques i privades. Alberga una gran quantitat d'arxius de molts tipus com a àudio, vídeo i text, la gran majoria d'ells en domini públic, o amb llicències de tipus Creative Commons o altres llicències que permeten la seva distribució gratuïta.
Després de Viquipèdia és el portal d'internet amb més visites dintre del grup de les .org o de les organitzacions sense ànim de lucre.
Entre les seves seccions es troba la col·lecció anomenada Moving Images que conté aproximadament 19.000 arxius de vídeo, i la Col·lecció de Prelinger, anomenada Arxius Prelinger, amb un total de 1.977 arxius el 2005, que inclou una gran quantitat de cinema educacional, industrial (pel·lícules promocionals d'empreses) i amateurs. Les pel·lícules són dels anys 1927 a 1987.
En una altra part del lloc web, existeix la Wayback Machine que té 40 mil milions de pàgines d'internet gravades des de 1996. Es pot veure la primera versió de l'IMDb i de la famosa pàgina de vendes per Internet Amazon.com, així com una secció especial que cataloga notícies en la seva versió original.
Un punt important a tenir en compte és que Wayback Machine no emmagatzema totes les pàgines web que existeixen a tota la xarxa, sinó les més importants i de les que prèviament se n'ha sol·licitat l'emmagatzematge. Per això, algunes consultes poden no donar resultats, tot i així els usuaris tenen l'opció d'indicar que volen emmagatzemar una versió actual de la pàgina demanada.

## Seccions d'Internet Archive
Internet Archive conté les següents seccions on s'alberguen diferents col·leccions: web, vídeo, texts, àudio, i imatges.

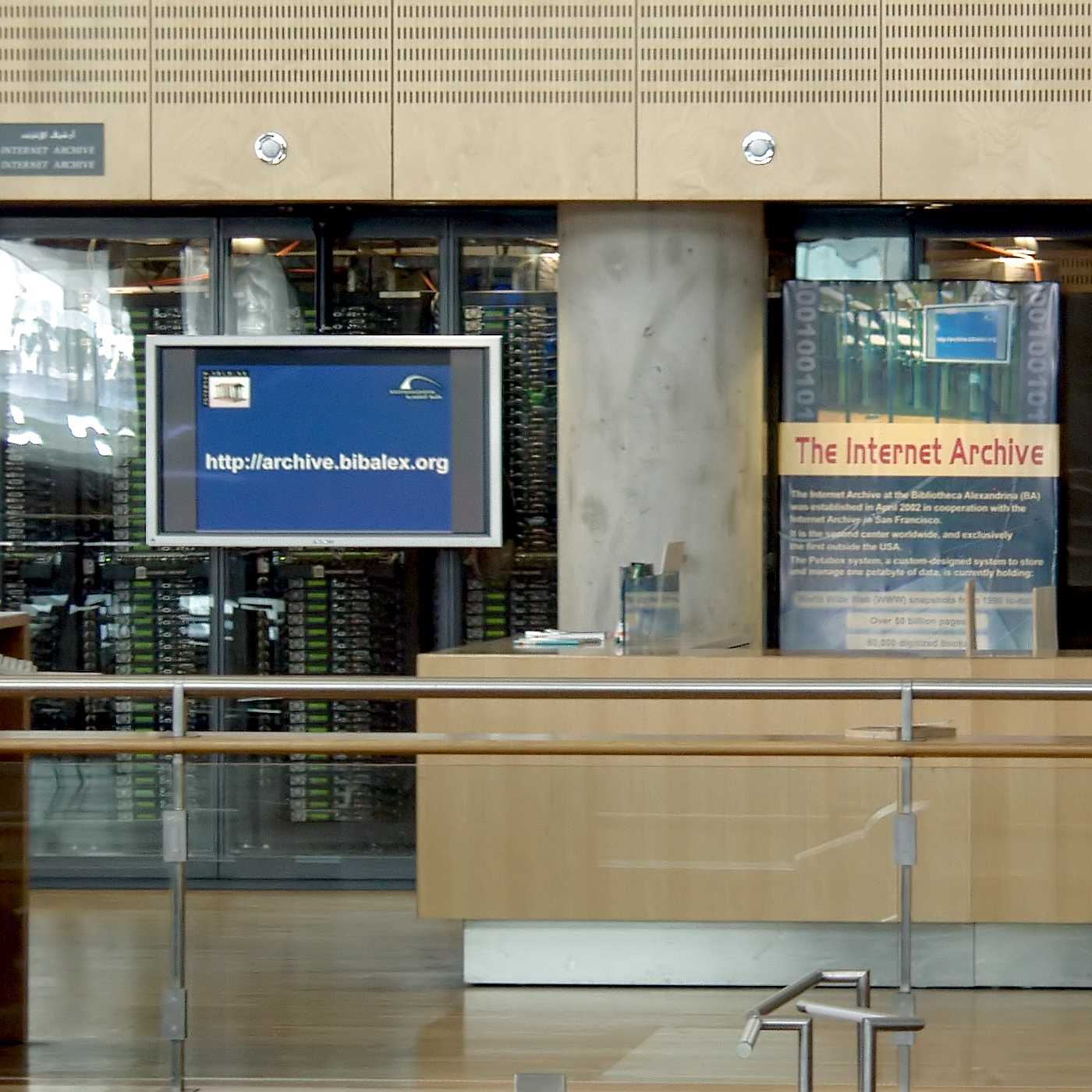
La Biblioteca Alexandrina alberga una còpia (mirror) de la Internet Archive.

### Secció Texts
La secció Texts de la Internet Archive alberga llibres digitalitzats i col·leccions de diverses biblioteques i institucions i fundacions culturals procedents de tot el món. La Internet Archive opera uns 33 centres d'escanejat en cinc països, digitalitzant al voltant de 1000 llibres al dia, i comptava amb més de 4 milions de llibres el 2013. Es descarregaven 15 milions de llibres al mes.
Entre aproximadament 2006 i 2008, Microsoft Corporation va tenir una relació especial amb la secció texts d'Internet Archive a través del seu projecte Live Search Books, mitjançant el qual va escanejar més de 300.000 llibres que van ser aportats a la col·lecció, va proporcionar suport financer i va aportar equips d'escanejat. El 23 de maig de 2008 Microsoft va anunciar que interrompia el seu projecte i va posar els llibres escanejats a disposició sense limitació contractual i va donar els equips d'escanejat.
L'octubre de 2007, alguns usuaris d'Internet Archive van començar a pujar a l'Archive llibres en domini públic procedents del Google Llibres. Al novembre de 2013, hi havia més de 900.000 llibres escanejats per Google. Els llibres eren idèntics als que hi havia a Google excepte que no tenien les marques d'aigua de Google i no tenien restriccions d'ús. Brewster Kahle va revelar el 2013 que aquest esforç d'arxivat va ser coordinat per Aaron Swartz i un grup d'amics, que baixaven llibres en domini públic de Google de manera lenta i des de suficient nombre d'ordinadors diferents per a no sobrepassar els límits de Google. Van fer això per assegurar l'accés general a materials que ja estaven en domini públic. Internet Archive es va assegurar que els arxius s'atribuïen correctament i s'enllaçaven a Google. Google mai no es va queixar, encara que sí ho van fer algunes biblioteques.
El novembre de 2015 hi havia 134.740 llibres en castellà a la Internet Archive, d'un total de 8 milions de textos, dels quals 6 milions eren en anglès.

### Secció Àudio
La secció Àudio d'Internet Archive inclou música, audiollibres, enregistraments de programes de ràdio antics i noticiers, entre altres arxius sonors. Hi ha més de 200.000 enregistraments digitals gratuïts. Hi ha subcol·leccions també de pòdcasts.
Una altra subcol·lecció és el Live Music Archive, que alberga 100.000 enregistraments de concerts, tant d'artistes independents com d'artistes comercials o de conjunts amb normes de difusió permissives d'enregistraments de concerts, com Grateful Dead o The Smashing Pumpkins.
En aquesta secció s'hi guarda també la col·lecció d'audiollibres LibriVox. El gener de 2016 aquesta col·lecció contenia 9.500 llibres en domini públic. Encara que la gran majoria són audiollibres en anglès, hi ha també llibres en altres llengües.

### Secció Image
Aquesta secció conté col·leccions de diverses procedències, per exemple, col·leccions d'imatges del Metropolitan Museum of Art, mapes del Servei Geològic dels Estats Units, una col·lecció de clips de la NASA o una col·lecció de 500.000 caràtules de discos.

## Atacs informàtics
Internet Archive va patir un atac informàtic de denegació de servei (DDoS) durant varis dies a finals de maig de 2024 que va afectar els serveis que ofereix.
El 9 d'octubre de 2024 va patir un altre atac que va comprometre les dades de milions d'usuaris que van ser robades. I a continuació es van produir atacs successius de denegació de servei. Com a resposta, Internet Archive va decidir tancar l'accés mentre treballava per a millorar la seguretat. El 17 d'octubre es va fer un comunicat on s'informava de la restauració dels serveis Wayback Machine, Archive-It i el blog. A principis de novembre encara no s'havia recuperat el funcionament normal de tots els serveis.